# Home Grown
Home Grown fue una banda estadounidense de punk rock y punk pop formada en 1994 en Orange County, California. Lanzaron tres álbumes de estudio y varios EP antes de separarse definitivamente en 2005.

## Historia
La formación original de la banda consistía en John "John E. Trash" Tran como guitarrista y cantante, Adam "Adumb" Lohrbach el bajista y cantante, Ian "Slur" Cone era segundo guitarrista y coros, y Bob Herco el baterista. El cuarteto comenzó experimentando elementos punk rock, pop, así como música surf y skate con letras humorísticas orientadas a los adolescentes. Su primer álbum fue titulado That's Business y lanzado en 1995 mediante Liberation Records. El álbum se granjeó cierta reputación en la escena local del sur de California gracias a dos de los temas más conocidos de Home Grown, "Surfer Girl" y "Face in the Crowd". En 1996, la banda lanzó el EP Wusappaning?!, lanzado por el sello sueco Burning Heart Records en Europa. En el mercado norteamericano, el EP fue comercializado exclusivamente por el sello de San Diego Grilled Cheese, quienes ya había logrado un importante éxito con los primeros trabajos de blink-182. En este trabajo la banda regrabó "Face in the Crowd", renombrándola además a "Another Face in the Crowd".

## Discografía

### Álbumes
| Año  | Título          | Sello              | Formato | Notas |
| ---- | --------------- | ------------------ | ------- | --- |
| 1995 | That's Business | Liberation Records | CD/LP   | Álbum debut. |
| 1998 | Act Your Age    | Outpost Recordings | CD      | Último álbum con el guitarrista Ian Cone y el baterista Bob Herco.                                                    |
| 2002 | Kings of Pop    | Drive-Thru Records | CD/LP   | El primero con el baterista Darren Reynolds y el único lanzado como trío. Finalmente fue el último álbum de la banda. |

### EP y vinilos 7"
| Año  | Título                 | Sello                        | Formato   | Notas                                                                                                |
| ---- | ---------------------- | ---------------------------- | --------- | --- |
| 1994 | Smoking is Cool        |                              | vinilo 7" | Primer material de la banda. Ya fuera de mercado.                                                    |
| 1996 | Wusappaning?!          | Burning Heart/Grilled Cheese | EP        | Lanzamiento exclusivo de Grilled Cheese en el mercado norteamericano y de Burning Heart en Europa.   |
| 1999 | EP Phone Home          | Outpost Recordings           | EP        | Primer lanzamiento con el guitarrista Justin Poyser.                                                 |
| 2000 | Connection             | Utility Records              | EP        | Split con Limbeck. Último lanzamiento con el guitarrista Justin Poyser y con el baterista Bob Herco. |
| 2004 | When it All Comes Down | Drive-Thru Records           | EP        | Único lanzamiento con el guitarrista Dan Hammond. Fue el último material de la banda.                |